# Savannah Challenger
O Savannah Challenger é um torneio de tênis, que faz parte da série ATP Challenger Tour, realizado desde 2009, realizado em piso de saibro, em Savannah, Geórgia, Estados Unidos.

## Edições

### Simples
| Ano  | Campeões         | Finalistas         | Placar             | Ref. |
| ---- | ---------------- | ------------------ | ------------------ | ---- |
| 2019 | Federico Coria   | Paolo Lorenzi      | 6–3, 4–6, 6–2      |      |
| 2018 | Hugo Dellien     | Christian Harrison | 6–1, 1–6, 6–4      |      |
| 2017 | Tennys Sandgren  | João Pedro Sorgi   | 6–4, 6–3           |      |
| 2016 | Bjorn Fratangelo | Jared Donaldson    | 6–1, 6–3           |      |
| 2015 | Chung Hyeon      | James McGee        | 6–3, 6–2           |      |
| 2014 | Nick Kyrgios     | Jack Sock          | 2–6, 7–6(7–4), 6–4 |      |
| 2013 | Ryan Harrison    | Facundo Argüello   | 6–2, 6–3           |      |
| 2012 | Brian Baker      | Augustin Gensse    | 6–4, 6–3           |      |
| 2011 | Wayne Odesnik    | Donald Young       | 6–4, 6–4           |      |
| 2010 | Kei Nishikori    | Ryan Sweeting      | 6–4, 6–0           |      |
| 2009 | Michael Russell  | Alex Kuznetsov     | 6–4, 7–6(8–6)      |      |

### Duplas
| Ano  | Campeões                            | Finalistas                                | Placar                | Ref.  |
| ---- | ----------------------------------- | ----------------------------------------- | --------------------- | ----- |
| 2019 | Roberto Maytín Fernando Romboli     | Manuel Guinard Arthur Rinderknech         | 6–7(5–7), 6–4, [11–9] | [ 1 ] |
| 2018 | Luke Bambridge Akira Santillan      | Enrique López Pérez Jeevan Nedunchezhiyan | 6–2, 6–2              |       |
| 2017 | Peter Polansky Neal Skupski         | Luke Bambridge Mitchell Krueger           | 4–6, 6–3, [10–1]      |       |
| 2016 | Brian Baker Ryan Harrison           | Purav Raja Divij Sharan                   | 5–7, 7–6(7–4), [10–8] |       |
| 2015 | Guillermo Durán Horacio Zeballos    | Dennis Novikov Julio Peralta              | 6–4, 6–3              |       |
| 2014 | Ilija Bozoljac Michael Venus        | Facundo Bagnis Alex Bogomolov, Jr.        | 7–5, 6–2              |       |
| 2013 | Teymuraz Gabashvili Denys Molchanov | Michael Russell Tim Smyczek               | 6–2, 7–5              |       |
| 2012 | Carsten Ball Bobby Reynolds         | Travis Parrott Simon Stadler              | 7–6(9–7), 6–4         |       |
| 2011 | Rik de Voest Izak van der Merwe     | Sekou Bangoura Jesse Witten               | 6–3, 6–3              |       |
| 2010 | Jamie Baker James Ward              | Bobby Reynolds Fritz Wolmarans            | 6–3, 6–4              |       |
| 2009 | Carsten Ball Travis Rettenmaier     | Harsh Mankad Kaes Van't Hof               | 7–6(7–4), 6–4         |       |

## Ligações Externas
- Site Oficial